# NGC 1487
NGC 1487 је спирална галаксија у сазвежђу Еридан која се налази на NGC листи објеката дубоког неба.
Деклинација објекта је - 42° 22' 4" а ректасцензија 3h 55m 45,0s. Привидна величина (магнитуда) објекта NGC 1487 износи 11,6 а фотографска магнитуда 12,2. Налази се на удаљености од 8,9000 милиона парсека од Сунца. NGC 1487 је још познат и под ознакама ESO 249-31, MCG -7-9-2, VV 78, IRAS 03540-4230, PGC 14118, AM 0354-423, PGC 14117.